# Villsjön, Västerbotten
Villsjön är en sjö i Vindelns kommun i Västerbotten och ingår i Sävaråns huvudavrinningsområde. Sjön har en area på 2,3 kvadratkilometer och ligger 243,1 meter över havet.

## Delavrinningsområde
Villsjön ingår i det delavrinningsområde (715094-170005) som SMHI kallar för Mynnar i Villsjön. Medelhöjden är 253 meter över havet och ytan är 10,77 kvadratkilometer. Det finns ett avrinningsområde uppströms, och räknas det in blir den ackumulerade arean 12,09 kvadratkilometer. Vattendraget som avvattnar avrinningsområdet har biflödesordning 3, vilket innebär att vattnet flödar genom totalt 3 vattendrag innan det når havet efter 93 kilometer. Avrinningsområdet består mestadels av skog (47 procent) och sankmarker (31 procent). Avrinningsområdet har 2,3 kvadratkilometer vattenytor vilket ger det en sjöprocent på 21,3 procent.